# Richard Edward Micallef
Edward Richard Michallef (Birżebbuġa, 1989. szeptember 7. –) máltai származású énekes, zenész. 2013 óta a Firelight együttes tagja. 2014-ben ők képviselték Máltát az Eurovíziós Dalfesztiválon Koppenhágában, ahol a döntőben a 23. helyet szerezték meg.

## Életpályája
Játszik gitáron, továbbá appalache-i cimbalmon. Az utóbbit az Eurovíziós Dalfesztiválra is magával vitte.

## Dalai aMalta Eurovision Song Contesten
- 2011 – Finally (szerzők: Jan Van Dijck, Richard Micallef) – 2. hely
- 2012 – Look At Me Now (szerzők: Jan Van Dijck, Richard Edwards) – 5. hely
- 2013 – Fall Like Rome (szerzők: Philip Vella, Magnus Kaxe, Gerard James Borg) – 13. hely
- 2014 – Coming Home – a Firelight-tal közösen (szerzők: Richard Edward Micallef) – 1. hely
- 2018 – Song for Dad – Joe Micalleffel közösen (szerzők: Cyprian Cassar, Richard Micallef) – 2. hely